# Santiaxis copima
Santiaxis copima är en fjärilsart som beskrevs av William Schaus 1916. Santiaxis copima ingår i släktet Santiaxis och familjen nattflyn. Inga underarter finns listade.